# Merkendorf
Merkendorf è una città tedesca situata nel land della Baviera.